# アルドン・ミュージック
アルドン・ミュージックは、ニューヨークの音楽出版社。アル・ネヴィンスとドン・カーシュナーが1958年に設立。1950年代末から1960年代のブリル・ビルディング・サウンドに貢献した。
ネヴィンスは音楽産業の重鎮で、「金・評判・経験・人脈」を持っていた。20年以上インストゥルメンタル・グループThe Three Sunsのメンバーで、1944年に300万枚を売った『Twilight Time』の共作者だった。後に心臓病でグループを離れ、アルドンを設立した。
カーシュナーはネヴィンスよりずいぶん若く、歌手のボビー・ダーリンと組んでいた。彼は出版業界に進出するためにポーマス＝シューマン、リーバー＝ストーラーを取り込み、ネヴィンスと組んだ。
契約作曲家はニール・セダカ、ハワード・グリーンフィールド、キャロル・キング、ジェリー・ゴフィン、ニール・ダイアモンド、ポール・サイモン、フィル・スペクター、バリー・マン、シンシア・ワイル、ジャック・ケラーなど。 
アルドンは自前のレコード会社Dimension Recordsを所有していた。
ネヴィンスとカーシュナーは1963年に会社をコロムビア映画会社に大金で売り、モンキーズやThe Archiesなどの成果が続いた。

## 参照
Emerson, Ken
Always Magic in the Air: The Bomp and Brilliance of the Brill Building Era
(Viking Penguin, 2005)
ISBN 0-670-03456-8